# Araneus nigricaudus
Araneus nigricaudus là một loài nhện trong họ Araneidae.
Loài này thuộc chi Araneus. Araneus nigricaudus được Eugène Simon miêu tả năm 1897.